# 이금 (세금)
리진(likin, lijin, lekin) 또는 라이켄(liken)은 청제국과 중화민국의 국내 세관세의 한 형태로, 태평천국의 난을 진압하기 위해 주로 지역에서 징집된 군대의 자금을 조달하는 수단으로 처음 도입되었다.

## 역사
리진세는 1853년 어사 레이 이시안(Lei Yixian)에 의해 양저우시 주변 지역에서 지역 반란군에 대항하는 전역의 자금 조달 방법으로 처음 도입되었다. 중앙 정부의 수입이 부족했기 때문에, 조정은 이 세금을 승인했고 이는 태평천국과 염군의 난에 대항하는 전역의 중요한 자금원이 되었다.
이 세금은 성간 운송되는 상품과 상점에 대해 종가세 방식으로 부과되었으며, 세율은 2%에서 10%에 달했다. 1864년 태평천국이 진압된 후, 리진은 중국 조세 시스템의 영구적인 특징이 되었고 지방 정부의 중요한 수입원이 되었다. 여러 면에서 이 세금은 태평천국 이후 국가 권위의 분권화를 의미했다.
제1차 아편 전쟁을 종결시킨 난징 조약, 제국주의 유럽과의 후속 불평등 조약에 포함된 최혜국 대우 조항, 그리고 태평천국의 난의 혼란으로 인해 중국은 자체적으로 외부 관세(관세)를 부과하거나 징수할 능력이 감소했고, 1854년 이후 해관총세무사는 유럽의 통제하에 놓였다. 외국 상인들은 리진을 중국 조약 위반으로 항의하며 즈푸 조약을 포함하여 이 문제를 반복적으로 제기했다. 그러나 이는 외국 및 국내 모든 상품에 부과되었기 때문에 청나라의 몰락 이후 군벌 시대까지도 유지되었으며 1931년 1월 1일이 되어서야 폐지되었다.

## 같이 보기
- 해관총세무사
- 양무운동
- 근대 이전 중국의 세금
- 곽숭도 (청나라)

### 인용
1. ↑  “Translations of the Peking Gazette 1879.”. 《HathiTrust》 (영어). 2025년 6월 1일에 확인함.
2. ↑  “Definition of LIKIN”. 《www.merriam-webster.com》 (영어). 2025년 6월 1일에 확인함.
3. ↑  Wright, Mary Clabaugh (1962), 《The Last Stand of Chinese Conservatism: The T'ung-chih Restoration, 1862–1874》, Volume 13 of Stanford studies in history, economics, and political science, Stanford University Press, 53, 167쪽, ISBN 0804704759
4. ↑  Feuerwerker, Albert (1978), 〈Economic trends in the late Ch’ing empire, 1870–1911〉,   Fairbank; Kwang-Ching, 《the Cambridge History of China》 11, Cambridge: Cambridge University Press, 62쪽
5. ↑  Kuhn, Philip A. (1978), 〈The Creation of the Treaty System〉, 《The Cambridge History of China》 10, 케임브리지: Cambridge University Press, 289쪽.

### 참고 문헌
- Beal, Edwin George. The Origin of Likin, 1853–1864. Cambridge: Harvard University Press, 1958.[{{{설명}}}]